# Фауст (опера)
„Фауст“ е опера в пет действия на френския композитор Шарл Гуно по либрето на Жул Барбие и Мишел Каре от пиесата на Каре „Фауст и Маргарита“, която от своя страна е базирана на първа част от пиесата „Фауст“ на Йохан Волфганг фон Гьоте. Дебютира в „Театър Лирик“ в Париж под името „Фауст и Маргарита“ на 19 март 1859 г.
Отначало операта е приета въздържано. Десет години след първото представление Гуно прави редакция на произведението си – заменя диалозите с речитативи, добавя и нови музикални номера. Преработената опера е включена в репертоара на парижката Гранд опера и прави своя втори дебют. Този път реакцията на публиката е възторжена и след премиерата през 1869 г. в Париж „Фауст“ си завоюва световна слава.
Премиерата на операта в България е през 1908 г. и оттогава е част от постоянния репертоар на Националната опера и балет.

## Действащи лица
- Доктор Фауст – тенор
- Мефистофел – бас
- Валентин – баритон
- Маргарита – сопран
- Забел – мецосопран
- Марта – мецосопран
- Вагнер – бас
- Студенти, войници, офицери, граждани, гражданки, девойки, калугери, демони, вещици, хетери, ангели и др.[2][3]